# Paegniodes sapanensis
Paegniodes sapanensis — вид одноденок родини семиденних одноденок (Heptageniidae). Описаний у 2021 році.

## Етимологія
Вид названо на честь водоспаду Сапан, де зібраний голотип.

## Поширення
Ендемік Таїланду. Поширений в провінції Нан на півночі країни. Зразки були зібрані з тропічних гірських потоків, які незначно порушені туристичною діяльністю. Личинки нового виду були знайдені під камінням в прибережній зоні струмків.